# Merkonom
Merkonom är en finländsk yrkesinriktad examen inom affärsverksamhet.
Merkonomutbildningen sker på svenska i Finland vid bland annat Axxell, Careeria, Optima, Prakticum(fi), Yrkesakademin i Österbotten, Vamia och Ålands yrkesgymnasium.